# Galopp
Denna artikel handlar om gångarten. För sporten, se galoppsport.

Galopp

Samlad galopp

Galopp (av fornhögtyska gahlaufan; löpa, springa), en av hästens gångarter som också är den snabbaste av dem. Hästen har ena sidans fram- och bakben framför den andra sidans ben och lyfter alla ben samtidigt. Allteftersom högra eller vänstra sidans ben under större delen av galoppsprånget sätts framför den andra sidans, sägs hästen gå i höger eller vänster galopp. Hästens naturliga sätt att fatta galopp är att "ställa sig" i nacken (lätt vridning av huvudet). Om hästen t.ex. ska fatta vänster galopp ställer den sig åt vänster. 
Hovarna sätts på marken i följande ordning under höger galopp: 
1. Vänstra bakhoven
2. Högra bakhoven och vänstra framhoven
3. Högra framhoven, varefter kroppen i samma ögonblick, som denna hov upplyftes, förblir svävande i luften, tills vänstra bakhoven åter skjutits under bålen.

Galoppen kallas förvänd, när hästen vid ridning till höger (vänster) med ryttarens vilja går i vänster (höger) galopp, falsk, när detta sker mot ryttarens vilja, samt korsgalopp, när framdelen går i höger och bakdelen i vänster galopp eller omvänt. 
Alltefter den olika grad av hastighet och samling, vari hästen rör sig under galoppen, kallas den samlad galopp (omkring 220 meter per minut), kort galopp (omkring 250 meter/minut), manövergalopp (omkring 350 meter/minut), ökad galopp eller "förstärkt galopp" (omkring 450 meter/minut) samt fyrsprång eller karriär (allt vad hästen kan löpa). 
Ovanstående benämningar är gammalmodiga och används inte längre. Man talar istället om samlad galopp, arbetsgalopp, mellangalopp och ökad galopp. Det som skiljer åt är tempot, inte takten. Då hästen i panik springer allt vad den förmår kallas det att den skenar.

## Hastighet
Hastighetsrekord för några olika hästraser
- Engelskt fullblod - 66,2 km/h.
- Arabiskt fullblod - 65,0 km/h.
- Svenskt halvblod - 60,3 km/h.

Genomsnittshastighet vid galopp är 
- samlad galopp 16 km/h
- kort galopp 19-21 km/h
- mellangalopp 30-33 km/h
- ökad galopp 37-43 km/h
- full galopp, fyrsprång 45-58 km/h.